# Isidoor De Greve
Pieter Isidore (dit Isidoor) De Greve, né le 23 février 1878 à Sleidinge et décédé le 13 décembre 1965 à Gand fut un homme politique flamand, membre du parti catholique.
Il fut tisserand.

## Carrière politique
Isidoor De Greve fut conseiller communal à Tielt de 1921 à 1926. Il fut élu député de l'arrondissement de Tielt (1919-25). Il fut démis de toutes ses fonctions en 1924.[pourquoi ?]

## Sources
- Bio sur ODIS
- P. Van Molle, Het Belgisch parlement
- E. Gerard, De christelijke arbeidersbeweging in België 1891-1991